# 長綱寺
長綱寺（ちょうこうじ）は、鳥取県西伯郡大山町にある、曹洞宗の寺院。

## 歴史
名和長年が父の名和行高の還暦を祝って建てた隠居所を寺に改めたものが始まり。後醍醐天皇が足利尊氏に追われ、足利幕府の時代になってからは、名を憚って「長高庵」を「長綱庵」と改名した。その後、火災で焼失したのを機に、下の広い平地に移し、名も現在の長綱寺と再度改めた。創建時は、天台宗寺院であった。

## 墓

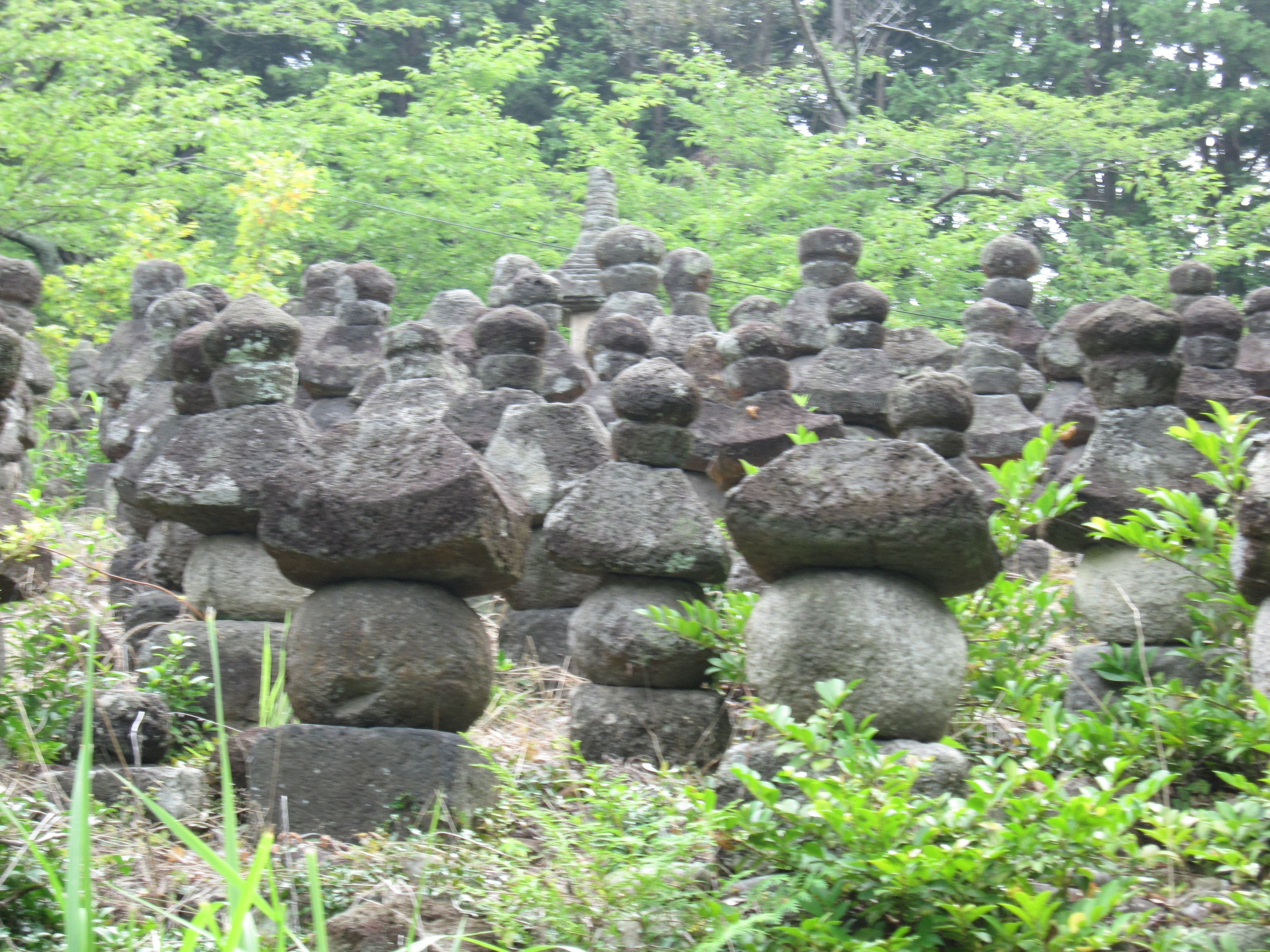
名和一族郎党のものとされる墓石群

- 裏山に名和公一族郎党のものとされる墓がある[2]。

## 関連資料
- 『ふるさと名和』名和町教育委員会
- 河本 英明『ほうきいなば太平記遺蹟の旅』中小企業育成協会